# بيث توساينت
بيث توساينت (بالإنجليزية: Beth Toussaint)‏ هي عارضة وممثلة أمريكية، ولدت في 25 سبتمبر 1962 بكاليفورنيا في الولايات المتحدة.

## أعمال

### أفلام
- (2000) صرخة 3[3]

## وصلات خارجية
- بيث توساينت على موقع IMDb (الإنجليزية)
- بيث توساينت على موقع روتن توميتوز (الإنجليزية)
- بيث توساينت على موقع ألو سيني (الفرنسية)
- بيث توساينت على موقع أول موفي (الإنجليزية)
- بيث توساينت على موقع قاعدة بيانات الأفلام السويدية (السويدية)
- بيث توساينت على موقع قاعدة بيانات الفيلم (الإنجليزية)
- بيث توساينت على موقع كينوبويسك (الروسية)